# この晴れた空の下で
『この晴れた空の下で』（このはれたそらのしたで）は、2005年3月31日にスターフィッシュから発売されたPlayStation 2用恋愛アドベンチャーゲーム。
同年12月9日には、クロムウェルより成人指定のWindows版が発売された。

## 概要
地球環境の悪化が進み、人間そっくりの人工生命体「ミミック」が流通する近未来において、本来自殺出来ないはずのミミックの自殺が多発する謎を描いた描いたSFアドベンチャー。
同年代のアドベンチャーゲームが一般的に実装している「既読の文章のみスキップ」ができない。

## ストーリー
現在よりそう遠くない未来ーーー。
地上に降り注ぐ放射線や紫外線がここ数年間で急激に増加した結果、人類は日中での活動が困難になっていた。そこで人類は夜に主な生活の場を移すと、人間そっくりながら遥かに強靭な肉体を持つ人工生命体「ミミック」を開発し、昼間の労働を担わせていた。
ある日、ミミック関係の事件・事故の調査を行う特殊対象保険調査公社の調査員・黒羽玲一は上司に呼び出され、ミミックの開発生産を一手に担う巨大企業「バイオウェル社」の開発主任・緋川双葉と面会する。双葉はある事象の調査を依頼しに来たのだが、その内容は、本来起こり得ないはずの「ミミックの自殺」の原因を解明することだった。

## 登場人物
声はPS2版のもの。
黒羽 玲一（くろは れいいち）
主人公。特殊対象保険調査公社の調査員。ミミックの記憶を探るスキャナーの操作に長ける。
緋川 双葉（ひかわ ふたば）
声 - 石松千恵美
バイオウェル社開発主任を務めるクールな才媛。ミミックの初期開発スタッフの中心人物・緋川高志の孫娘であり、自らもスペースコロニーでミミックの研究と開発を手がけている。
浅葱 夕（あさぎ ゆう）
声 - 猪口有佳
玲一の同僚の女の子。彼に好意を抱いており、その想いが彼女を苦しめることになる。
ラピス&ラズリ
声 - 伊藤静
会話能力を与えられた最新型ミミック。外見は双子のように瓜二つ。常に2人一緒で、明るく騒々しい。
興猫（ふうなお）
声 - 小橋知子
ロールアウト直後に行方不明となった戦闘用ミミック。事件調査中の玲一の前に、テロリストの一味として立ちはだかる。
プリシラ
声 - ひと美
物語の鍵を握る、不思議な能力を持つミミック。どこかに拘束されている。
クリス
花売りのミミック。PS2版では脇役だったが、PC版でヒロインに昇格。

## 用語
ミミック
バイオウェル社が開発・製造を行っている人工生命体。日中の劣悪な環境下で、夜に主な生活の場を移した人類の代わりとして労働を担う目的で開発された。
外見上は赤い瞳を有する以外人類とほぼ同一だが、劣悪な環境下でも労働出来るよう、人類よりも遥かに強靭な肉体を有している。基本的に言語中枢を有さないため喋ることはできず、感情が存在するかのような行動をとることがあるが、バイオウェル社はこれを「製造段階で予め組み込んだプログラムと、それを補う条件学習の産物の結果」であると見做しており、ミミックには心や魂は存在しないと認識している。行動や人からの命令は脳内に記憶されており、首筋に設けられたメインポートや脊髄の予備ポートに解析用スキャナーをレーザー接続すれば閲覧することが可能である他、万が一脳が破壊された場合でも高強度の骨髄細胞などに配置された特殊記憶細胞によって最低限の記憶は保持される。
赤い瞳を有することと言語中枢を持たないこと以外人間とほぼ同一であることから、普及に際しては生命倫理学上の問題が付きまとっており、当初は批判も多かった（労働力の代用としては、同時期に開発されていた陽電子人工頭脳を搭載した自律行動式ロボットの方が現実的であると誰もが思ったことを黒羽が回顧している）。しかし、バイオウェル社は生命体ではなく家具や電化製品などの「工業製品」として認知させることでこれを解決し、試作品の発表から実働第一号の導入、企業・公的機関への導入、更には一般への発売まで驚異的なスピードで普及した。
現在では人間の労働の半分を代替するにまで普及しており、一部の自然主義団体や宗教家の反対が根強い一方で大衆にとって生活に欠かせない存在となっている。それでもなお「道具」として割り切るには人間に似すぎていることから、現在でも反感を有する者は少なくない。

## スタッフ
- キャラクターデザイン : かどつかさ
- 世界観・メカデザイン : 岡田啓介
- シナリオ : 神堂刻